# جورج دي باريس
جورج دي باريس (بالفرنسية: Georges de Paris؛ بالإنجليزية: Georges de Paris) هو خياط فرنسي وأمريكي، ولد في 24 سبتمبر 1934 في كالاماتا في اليونان، وتوفي في 13 سبتمبر 2015 في مقاطعة أرلنغتون في الولايات المتحدة.